# Teflon Don
Teflon Don é o quarto álbum de estúdio do artista de hip hop norte americano Rick Ross, lançado em 20 de Julho de 2010, pelo Grupo Musical Maybach e pela Def Jam Gravações. Este recebeu diversas colaborações na questão da produção, tendo um lista grande de produtores convidados, sendo estes Clark Kent, No I.D., The Olympicks, J.U.S.T.I.C.E. League, Lex Luger, Danja, The Inkredibles, The Remedy e Kanye West.
O álbum começou suas avaliações como o #2 da Billboard 200, vendendo aproximadamente 176.300 cópias em sua primeira semana após o lançamento. Isso também lançou Teflon Don para gráficos internacionais, e produziu 3 singles de moderado sucesso na Billboard. A partir de seu lançamento, o álbum recebeu críticas positivas dos mais variados críticos musicais, ganhando elogios pela sua lista de produção e a pessoa lírica de Ross.

## Antecedentes
Em 2009, Ross anunciou à MTV que seu próximo álbum seria intitulado Teflon Don. No seu anterior single, o remix de "Maybach Music 2", DJ Khaled alegou a saída da faixa "Maybach Music III". Em abril de 2010, Ross divulgou que o primeiro single do álbum seria "Super High", através de sua página oficial na internet. Os músicos Kanye West, Jay-Z, T.I., Raphael Saadiq e Drake; foram também confirmados a se apresentarem no álbum, e entre os produtores No I.D. e Kanye foram inclusos.

## Lançamento e promoção
O álbum primeiramente foi idealizado para ter o lançamento no dia 29 de junho, porém este foi adiado duas vezes antes de sua data de lançamento oficial, que foi em 20 de julho de 2010. Teflon Don foi lançado pelo Grupo Musical Maybach e pela Def Jam Gravações. Rick Ross deu apoio ao álbum com a turnê "Blowin' Money Fast Tour".

### Singles
O primeiro single do álbum foi "Super High", com vocais de Ne-Yo, que culminou no 100º lugar da Billboard Hot 100 dos EUA; e o vídeo da música recebeu Airplay na MTV e no BET. O segundo single do álbum, "B.M.F. (Blowin' Money Fast)", foi realizado em 29 de Junho de 2010 e conta com a participação do rapper Styles P, conseguindo chegar a posição de número 60 da Billboard Hot 100. Ross também lançou um single de rádio para o álbum, a faixa escolhida foi "Live Fast, Die Young", com Kanye West nos vocais e produção, porém não chegou a ser avaliada nos gráficos. A música "Aston Martin Music", a qual recebe vocais por Drake e Chrisette Michele, debutou como o #98 da Billboard Hot 100 depois de inúmeros downloads na semana de realização do álbum. A faixa foi realizada como single oficialmente só em 5 de Outubro de 2010, e então subiu a posição de número 30, a máxima alcançada, tornando "Aston Martin Music" o mais bem sucedido single de Teflon Don.

## Recepção

### Performance Comercial
O álbum debutou como número dois na Billboard 200 dos EUA, com vendas na primeira semana pós-lançamento de 176.300 cópias comercializadas. Este foi o primeiro álbum Ross à não começar em primeiro lugar nos gráficos dos Estados Unidos. O álbum também entrou como #2 no R&B/Hip-Hop Albums da Billboard, nos Rap Albums e no Digital Albums. Em sua segunda semana nos gráficos, Teflon Don caiu para o número três da Billboard 200 com 63.000 cópias. Na terceira semana, o álbum foi à quinta posição, com vendas de 39.000 cópias vendidas. No Reino Unido, Teflon Don começou como 23º do gráfico do Top 40 RnB Albums. No Canadá debutou no número 17 da Top 100 Albums. O álbum já vendeu no total, cerca 507.000 cópias nos Estados Unidos, recebendo a classificação de Disco d'Ouro.

### Reação crítica
Teflon Don recebeu demasiadas críticas positivas dos mais diversos críticos de música. No Metacritic, que atribui uma avaliação de 100 pontos para rever crítica de mainstream, o álbum recebeu uma pontuação média de 79, com base em 19 comentários, que indicam "Maioria de Favoráveis Recisões". Os críticos descreveram este, como o álbum mais "forte", com uma produção "cinematográfica" e “épica”. O escritor da Allmusic, David Jeffries, concedeu ao álbum 4 das 5 estrelas, comentando a melhoria de Ross após Deeper Than Rap, afirmando que: "Teflon aumentou os elementos emotivos de seu antecessor, significando que Ross graduou a um nível em que palavras como ‘orgânico’ e ‘picante’ entram em jogo". A Entertainment Weekly, lançou suas críticas com Simon Vozick-Levinson, que chamou Ross de "Um rapper competente" e elogiou o seu "Ouvido de Exuberância, e suas batidas expansivas". Jon Caramanica do The New York Times descreveu-o como "uma personalidade feroz, um rapper impressionante... um pensador inteligente e livre", citando que Teflon Don "estabeleceu como uma das forças mais potentes e criativas do rap". Sean Fennessey do The Washington Post elogiou o lirismo de Ross e escreveu que ele "é um enunciador da mais elevada ordem, a sua voz de onda barítona... suas escolha de palavras e onomatopoeticos gestos... são incomparáveis no rap agora”. Brian Richardson, do Tiny Mix Tapes concedeu 3 das máximas 5 estrelas, e escreveu: "ele emprega essa confiança e brio, permanecendo dentro de suas limitações". O escritor da XXL, Rob Markman, deu ao álbum uma classificação XL e afirmou que "se é simplesmente julgados na música, Teflon Don é quase impecável. As letras são em par, as batidas são exuberantes, e as imagens são maiores que a vida".
No entanto, alguns críticos comentaram que o álbum favorece o estilo sobre a substância, e criticou o lirismo de Ross. A Slant Magazine lançou Jesse Cataldo, que escreveu "apesar das manchas de brilho intermitente, [ele] se sente claramente pantanoso... muitas vezes sai como uma evidente má gestão de ambos os ativos e significantes: demasiado postura de drogas, muito repetição, e muito pouco real esforço". O escritor da OC Weekly, Nate Jackson concedeu ao álbum um C+ na avaliação e declarou "Ross desperdiça oportunidades para expandir o conteúdo de seus versos, além da dígitos de sua conta bancária". Nathan Rabin da A.V. Club, concedeu um B como nota, e afirmou: "Produtores [...] deram luxo, cinematografia, passagens de som exageradas para o consumismo grosseiro de Ross, mesmo com vocalistas convidados de classe [...] regularmente ofuscam a estrela... a única coisa profunda sobre Ross são os bolsos e sua voz retumbante. Teflon Don se sobressai como elegante, suave, escapismo de estouros brilhantes, puro e simples". Wesley Case da The Baltimore Sun mencionou suas letras como "elegante, e também, muitas vezes superficial", mas elogiou a sua "elegância" e "nanismo grandioso". Steve Jones, do USA Today, concedeu ao álbum 3 das 4 estrelas e escreveu que Ross possui " potente voz e coloridos contos de riqueza ilícita tão difíceis de ignorar. Sua música 'Maybach' sempre soa bem, causando som aos ghettos, mesmo que sua viagem seja menos ostensiva". Ian Cohen, da Pitchfork Media, comparou o acolhimento de uma “aura de dominância” do álbum as músicas de hip hop pré-década de 90 e tirou considerações sobre a indulgência dos temas e sons Mafiosos.
Saxon Baird da PopMatters, descreveu que o desempenho de Ross compensa o seu "sonho molhado de letras fantásticas" e afirmou: "Ross é bom no que faz e o rap precisa de caras como ele para animar a festa e levar-nos à sensação". Rolling Stone revelou Jody Rosen para a crítica, e está elogiou Ross "exultando à inteligência e à estupidez", afirmando que "[ele] derrama rimas inteligentes porém elegantes, ‘batidas com pesada sintetização’". Tray Hova da Vibe comentou sobre Ross “propensão para 16 exagerados e sons maiores-que-a-vida" e "talento para escolher batidas colossais". Ben Detrick da Spin comentou sobre a presunção de Ross de ser o "Chefão", afirmando que "Se o rapper de Miami, tem sido um escudo, no entanto, ele se tornou um Fabergé em Teflon Don, seu quarto e melhor álbum. As canções aqui estãoem um estilo barroco-estruturado, com ricas criações musicais com humor e profundidade emocional". Jayson Greene, da The Village Voice, observou os assuntos de Ross como "Transcendente absurdidade" e chamou o álbum de "ridiculamente extravagante e extravagantemente ridículo". Los Angeles Times lançou Jeff Weiss nas críticas, o mesmo concedeu 3,5 de 4 estrelas e elogiou Ross como "mitologicamente quimérico", notando o seu som como "muito bem construído... uma grandeza sinfônica para coincidir com os delírios elaborados de Ross". Steve Juon, do RapReviews, deu a Teflon Don uma avaliação 7.5 de 10 e escreveu "Em curtos, porém impactante, 50 minutos de música, o bruto guru da agitação expande seu repertório além de debates sobre a autenticidade... ele ainda é capaz de criar batidas boas e com grandes histórias". Teflon Don foi o 30º na lista da Rolling Stone sobre os 30 melhores álbuns de 2010.

## Alinhamento das faixas
| N.º | Título                                                 | Produtor(es)           | Duração |  |
| 1.  | "I'm Not a Star"                                       | J.U.S.T.I.C.E. League  | 3:00    |  |
| 2.  | "Free Mason" (com John Legend e Jay-Z)                 | The Inkredibles        | 4:07    |  |
| 3.  | "Tears of Joy" (com Cee-Lo Green)                      | No I.D.                | 5:33    |  |
| 4.  | "Maybach Music III" (com T.I., Erykah Badu e Jadakiss) | J.U.S.T.I.C.E. League  | 4:26    |  |
| 5.  | "Live Fast, Die Young" (com Kanye West)                | Kanye West             | 6:13    |  |
| 6.  | "Super High" (com Ne-Yo)                               | Clark Kent, The Remedy | 3:46    |  |
| 7.  | "No. 1" (com Diddy e Trey Songz)                       | Danja                  | 3:54    |  |
| 8.  | "MC Hammer" (com Gucci Mane)                           | Lex Luger              | 4:59    |  |
| 9.  | "B.M.F. (Blowin' Money Fast)" (com Styles P)           | Lex Luger              | 4:10    |  |
| 10. | "Aston Martin Music" (com Drake e Chrisette Michele)   | J.U.S.T.I.C.E. League  | 4:30    |  |
| 11. | "All the Money in the World" (com Raphael Saadiq)      | The Olympicks          | 4:40    |  |

| Faixa bônus do iTunes |                            |              |         |  |
| N.º                   | Título                     | Produtor(es) | Duração |  |
| 12.                   | "Audio Meth" (com Raekwon) | The Runners  | 3:17    |  |

Créditos de sample
- "Tears Of Joy" contém samples de "Hospital Prelude of Love Theme", interpretado por Willie Hutch e uma interpolação de "D.O.A. (Death of Auto-Tune)", interpretado por Jay-Z.
- "Maybach Music III" contém samples de "Ancient Source", interpretado por Caldera.
- "Live Fast, Die Young" contém samples de "If This World Were Mine", interpretado por The Bar-Kays; "Uphill Peace Of Mind", interpretado por Kid Dynamite e "Funky President (People It's Bad)", interpretado por James Brown
- "Super High" contém samples de "Silly Love Song", interpretado por Enchantment e "Gangsta Gangsta", interpretado por N.W.A.
- "MC Hammer" contém samples de "Too Legit to Quit", interpretado por MC Hammer.
- "Aston Martin Music" contém samples de "I Need Love", interpretado por LL Cool J.
- "Audio Meth" contém samples de "Shook Ones (Part II)", interpretado por Mobb Deep.

## Pessoal
Créditos de Teflon Don extraídos e adaptados da Allmusic.com
| - Chris Athens – Masterização - Chris Atlas – Masterização - Inderam K. Bailey – Assistente - Gabriel Bartolomeiv - Bateria - Scott Berger-Felder – Engenheiro - Alex "Gucci Pucci" Bethune – A&R - Jeff Bhasker – Teclados - Chris Bonawandt – Engenheiro - Leslie Brathwaite – Mixagem - Adam Brooks – Condutor Buzina Francesa - Dee Brown – Assistente - Leesa D. Brunson – A&R - Tanner Chung – Violoncelo - Andre Cleghorn –Violão - Andrew Colella – Viola - Sean "Puffy" Combs – Compositor - Andrew Dawson – Engenheiro - B en Diehl – Engenheiro - Kaye Fox – Vocais - Marvin Gaye – Compositor - Samuel Gibbs – Trombone - Jacob Goins – Violino - Jaymz Hardy-Martin III – Engenheiro - Eldwardo "Eddie Mix" Hernandez – Engenheiro - Nate "Danja" Hills – Compositor, Produtor - Keith "Pika" Holme – Assistente Estilístico - The Inkredibles – Produtor - Derrick Jackson – Trombone - Rennie Johnson – Guitarra - Darrel Jones – Viola - Terese Joseph – A&R - J.U.S.T.I.C.E. League – Produtores, Produção Adicional - Sang Kang – Violoncelo - Gimel "Young Guru" Keaton – Engenheiro, Mixagem - Clark Kent – Produtor - Khaled Khaled – A&R - Anthony Kilhoffer – Engenheiro - Rob Kinelski – Engenheiro - Brent Kolatalo – Instrumentação - Anthony Kronfle – Assistente | - Juliene Kung – Viola - Stephen Lawrence – Violino - John Legend – Vocais, Voz de Fundo - Ken Lewis – Instrumentação - Tai Linzie – Trabalho Artístico, Coordenador de Fotografia - Andre Lipscomb – Assistente - Michael Lu – Violino - Lex Luger – Produtor - Phil Mallory – Violão, Baixo - Jonathan Mannion – Fotografia - Deborah Mannis-Gardner – Apuramento de Sample - Marlon Marcel – Engenheiro - Graham Marsh – Engenheiro - Connie Mitchell – Voz de Fundo - Latoya Murray-Berry – Estilista - Edward J. "Uk" Nixon – Engenheiro - No I.D. – Produtor - The Olympicks – Produtor - Duncan Osborn – Violino - Joe Peluso – Mixagem - Poobs – Engenheiro - Kevin Randolph – Teclados - Remedy – Produtor - Derek Roche – Estilista - Rick Ross – Produtor Executivo - TaVon Sampson – Direção de Arte, Design - Ray Seay – Mixagem - Noah Shebib – Engenheiro - Shaffer Smith – Compositor - Antonie Swain – Trombone - Matthew Testa – Engenheiro - Forrest Watkins – Buzina Francesa - Kanye West – Compositor, Produtor - Jonathan White – Viola - Edward Williams III - Trompete - Tony Williams –Voz de Fundo - Brandon Wilson – Trompete - Steve Wyreman – Guitarra - Jordan "DJ Swivel" Young – Engenheiro - Tina Yu – Violino |

## Avaliações nos gráficos
| Gráfico (2010)                   | Posição de Pico |
| -------------------------------- | --------------- |
| Gráfico dos álbuns Canadenses    | 17              |
| Gráficos de R&B UK               | 23              |
| EUA Billboard 200                | 2               |
| EUA Billboard R&B/Hip-Hop Álbuns | 2               |
| EUA Billboard Álbuns de Rap      | 2               |

### Gráficos ao final-de-ano
| Gráfico (2010)   | Posição |
| ---------------- | ------- |
| US Billboard 200 | 55      |

### Certificações
| País           | Certificação |
| -------------- | ------------ |
| Estados Unidos | Ouro         |